# Jesús Rueda
Jesús Rueda Ambrosio (Badajoz, 19 februari 1987) is een Spaans voetballer die bij voorkeur als centrale verdediger speelt. 

## Clubcarrière
Rueda is een jeugdproduct van Real Valladolid. In 2005 debuteerde hij voor het tweede elftal. In 2009 debuteerde hij voor Real Valladolid in de Primera División. Tijdens het seizoen 2009/10 werd hij uitgeleend aan Córdoba CF, dat in de Segunda División uitkomt. In 2012 promoveerde hij met Real Valladolid opnieuw naar de Primera División.